# Жёлто-белый групер
Жёлто-белый групер (лат. Epinephelus areolatus) — вид лучепёрых рыб из семейства каменных окуней (Serranidae) отряда окунеобразных.

## Описание
Тело покрыто ктеноидной чешуёй. Высота тела меньше длины головы, укладывается 2,8—3,3 раза в стандартную длину тела. Длина головы в 2,4—2,8 раза меньше стандартной длины тела. Межглазничное пространство выпуклое. Предкрышка заострённая, с 2—7 шипами в углу. Верхний край жаберной крышки прямой или несколько выпуклый. Ноздри одинакового размера. Верхняя челюсть доходит до вертикали заднего края глаза. Есть чешуя на верхней и нижней челюстях. На нижней челюсти 2 латеральных ряда зубов. На верхней части жаберной дуги 8—10 жаберных тычинок, а на нижней части 14—16. Жаберные тычинки короче, чем жаберные лепестки. Длинный спинной плавник с 11 жёсткими колючими лучами и 15—17 мягкими лучами; третий или четвёртый колючие лучи несколько длиннее остальных. Анальный плавник с 3 жёсткими и 8 мягкими лучами, край закруглён или заострён. Грудные плавники с 17—19 лучами, длиннее брюшных плавников. Брюшные плавники достигают анального отверстия. Хвостовой плавник несколько выпуклый у молоди, у взрослых особей усечённый. Боковая линия с 49—53 чешуйками. Пилорических придатков 11—17.
Голова, тело и плавники серые или беловатые с многочисленными близкорасположенными коричневыми, коричневато-жёлтыми или зеленовато-жёлтыми точками. Самые крупные точки равны по размеру диаметру глаза. По мере роста рыб количество точек возрастает, но они становятся мельче. Грудные плавники бледные с мелкими тёмными точками на лучах. Задний край хвостового плавника с выраженной белой каймой.
Максимальная длина тела 47 см, обычно 35 см; масса тела достигает 1,4 кг.

## Биология
Морские придонные рыбы. Обычно обитают в скоплениях морских трав или над мелкодисперсными песчаными грунтами около скалистых рифов, мёртвых кораллов или восьмилучевых кораллов на глубине от 6 до 200 м. Молодь предпочитает более мелководные участки до глубины 80 м.
Питаются рыбами и донными беспозвоночными, преимущественно креветками и крабами.

### Размножение
Как и большинство представителей рода жёлто-белый групер является последовательным протогиническим гермафродитом. В начале жизненного цикла все особи представлены исключительно самками, и только часть взрослых рыб меняет пол и становится самцами. Самки впервые созревают при длине тела 19,5 см, а самцы — при длине тела 29 см. В нерестовый период жёлто-белые груперы образуют большие скопления. Оплодотворение наружное. Икра и личинки пелагические.

## Ареал
Жёлто-белые груперы распространены в тропических и субтропических областях Индо-Тихоокеанской области между 35° сев. шир. и 33° юж. шир. Встречаются от Красного моря и Персидского залива до прибрежных вод провинции Квазулу-Наталь в ЮАР. Далее на восток ареал простирается до Фиджи, севера Японии, Арафутского моря и северной Австралии. Отсутствуют в Микронезии, Полинезии и у большинства островов западной части Индийского океана (Мадагаскар, Маскаренские острова, Коморские острова, Мальдивы и др.).

## Хозяйственное значение
Ценная промысловая рыба. Промысел ведётся на протяжении всего ареала. В начале 2010-х годов мировые уловы жёлто-белых груперов приближались к 1000 тонн. Ловят ярусами, тралами и ловушками. Объект спортивной рыбалки. В некоторых странах занимаются искусственным воспроизводством. Для этих целей в естественной среде обитания отлавливают молодь груперов, а затем подращивают в бассейнах, прудах и садках.